# Řád andského kondora
Národní řád andského kondora (španělsky: La Orden del Cóndor de los Andes) je nejvyšší státní vyznamenání Bolivijské republiky. Založen byl roku 1925 a udílen je za vynikající zásluhy civilní i vojenské povahy občanům Bolívie i cizím státním příslušníkům. Velmistrem řádu je úřadující prezident republiky.

## Historie
Řád byl založen nejvyšším výnosem (Decreto Supremo) dne 18. dubna 1925 při příležitosti 100. výročí Mnohonárodnostního státu Bolívie. Tento výnos byl dne 10. října 1941 povýšen na zákon.

## Pravidla udílení
Řád je udílen za vynikající zásluhy civilní i vojenské povahy občanům Bolívie i cizím státním příslušníkům. Vyznamenanými nemusejí být jen fyzické osoby, ale i instituce. Řád může být udělen i posmrtně.
Velmistrem řádu je úřadující prezident Bolívie, který má také právo nosit řádový řetěz, který mu zůstává i po konci funkčního období. Kancléřem řádu je ministr zahraničních věcí Bolívie, kterému náleží řád ve třídě velkokříže. Tajemníkem řádu je Director General de Ceremonial del Estado, kterému náleží řád ve třídě velkodůstojníka. Tyto tři osoby spolu se třemi ministry zahraničních věcí ze třech předešlých vládních období tvoří Radu řádu.
Návrhy na udělení řádu se podávají písemně Ministerstvu zahraničních věcí Bolívie, které na základě tohoto návrhu shromáždí podstatné informace o kandidátovi a předloží je k posouzení Radě řádu. Řád andského kondora je udílen prezidentem republiky jakožto velmistrem řádu pokud s udělením rada jednomyslně souhlasila. Zároveň třídy Gran Collar, Gran Cruz a Gran Oficial nesmí být uděleny bez souhlasu Honorable Senado Nacional.

## Insignie
Řádový odznak má podobu stříbrného, modře smaltovaného maltézského kříže. Cípy jsou zlatě lemovány a zakončeny zlatými kuličkami. Ramena kříže jsou spojena smaltovanými stylizovanými květy Cantua buxifolia. Ve středu kříže je kulatý medailon. Na přední straně medailonu je vyobrazen andský masiv Cerro Rico de Potosí, v pozadí je bezmračné nebe se zářícím sluncem. V popředí je vyobrazen kondor sedící na skále. Celý obraz je z barevného smaltu. Medailon je lemován bíle smaltovaným kruhem s nápisem a letopočtem LA FUERZA ES LA UNION • MCMXXV (Síla v jednotě). Zadní strana je nesmaltovaná s vepsaným monogramem RB (Republika Bolívie), který je obklopen zlatým prstenem. Odznak je ke stuze připojen na přívěsku ve tvaru stříbrného kondora s rozevřenými křídly. Insignie v rytířské třídě jsou stříbrné od důstojnické třídy výše pak pozlacené.
Řádová hvězda má podobu řádového odznaku, je však jednostranná a větší. Většina kopií byla na zadní straně označena značkou hlavního výrobce insignií pařížské společnosti Arthus-Betrand.
Stuha řádu je tmavě zelená.

### Symbolika
Cantua buxifolia, také zvaná „magický“ nebo „posvátný květ Inků“, je spolu s Heliconia rostrata národní květinou Bolívie. V kečuánštině jsou tyto rostliny nazývány jako qantu a patujú. Květy Cantua buxifolia jsou symbolem národní jednoty a jejich barvy – červené okvětní lístky, žlutý kalich a zelené okvětí – vytváří národní trikoloru, která je typická i pro státní vlajku.

## Třídy
Řád je udílen v šesti řádných třídách:
- velký řetěz (Gran Collar) – Tato třída je vyhrazena výhradně pro zahraniční hlavy států či vlád a bolivijského prezidenta.
- velkokříž (Gran Cruz) – Řádový odznak se nosí na široké šerpě spadající z pravého ramene na levý bok. Řádová hvězda je nošena nalevo na hrudi. Tato třída je udílena ministrům zahraničních věcí, diplomatům a předním členům mezinárodních organizací.
- velkodůstojník (Gran Oficial)
- komtur (Comendador) – Tato třída je často udílena vědcům či spisovatelům.
- důstojník (Oficial) – Řádový odznak se nosí zavěšený na stuze s rozetou nalevo na hrudi.
- rytíř (Caballero) – Řádový odznak se nosí zavěšený na stuze bez rozety nalevo na hrudi.

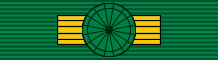
řetěz
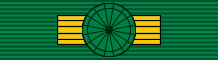
velkokříž
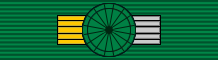
velkodůstojník
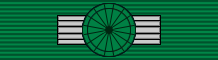
komtur
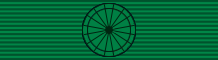
důstojník
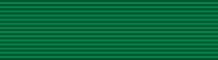
rytíř